# Ataxie télangiectasie
 (juin 2012).
 Mise en garde médicale
L'ataxie télangiectasie, aussi nommée syndrome de Louis-Bar (code CIM-10 : G11.3), est une maladie génétique autosomique récessive. Elle appartient au groupe des phacomatoses.

## Symptômes
Elle se caractérise par une ataxie cérébelleuse progressive survenant entre un et quatre ans, une apraxie oculomotrice, des infections fréquentes secondaires à un déficit immunitaire surtout humoral, une chorée-athétose, des télangiectasies apparaissant tardivement mais surtout évidentes au niveau de la conjonctive et une augmentation du risque de cancer, surtout de leucémie et de lymphome.
Une manifestation neurologique très fréquente consiste en des troubles de l'équilibre au moment où le jeune enfant apprend à marcher. Ceux-ci s'aggravent avec le temps.
Le diagnostic de cette maladie est facile en raison d'une augmentation quasi systématique de l'alpha-fœtoprotéine au-dessus de 10 ng/ml (ainsi qu'un déficit en IgA et E). La cytogénétique de l'ataxie télangiectasie est absolument caractéristique de cette maladie avec de nombreuses cassures chromosomiques équilibrées et deux tiers de ces remaniements n'impliquent que les chromosomes 7 et/ou 14.

## Pronostic
L'espérance de vie de ces patients autrefois très réduite dépasse maintenant dans la plupart des cas 25 ans et certains ont atteint 40-50 ans.
Néanmoins, l'évolution de cette maladie conduit à une aggravation de l'état neurologique, à la démence et à la mort. On retrouve parfois un cancer associé.

## Épidémiologie
L'ataxie télangiectasie est la cause la plus fréquente d'ataxie cérébelleuse de l'enfant dans la majorité des pays sauf au Portugal et au Japon. Cette maladie rare concernerait environ une naissance sur quarante milliers.

## Traitement
Le traitement, symptomatique, comporte parfois des immunoglobulines dans le cas d'un déficit en IgG.
Dans les années 1970 les enfants atteints d'ataxie telangiectasique succombaient systématiquement à un traitement radiothérapique pour traiter leur leucémie.

## Sources
- (fr) Orphanet
- (en) Richard A Gatti, Ataxia-Telangiectasia In GeneTests: Medical Genetics Information Resource (database online). Copyright, University of Washington, Seattle. 1993-2005 (www.ncbi.nlm.nih.gov)